# Gábor Miklós-díj
A Gábor Miklós-díjat Vass Éva, a művész özvegye alapította 2000-ben, a Gábor Miklós születése évfordulóját megelőző egy év legjobb Shakespeare-alakításának díjazására. Átadására minden évben április 7-én, Gábor Miklós születése évfordulóján, vagy ahhoz közeli időpontban kerül sor.
A díj egy bronz plakett. Egyik oldalán Shakespeare, a másikon  Gábor Miklós arcképe látható; Vígh Tamás Kossuth-díjas szobrászművész alkotása.
A kuratórium elnöke 2000-től 2015-ig, haláláig Koltai Tamás volt; tagok: Ascher Tamás, Meczner János, Spiró György. 2016-ban Kelecsényi László elnökölte a testületet. 2017-től a Gábor Miklós-díj bizottság elnöke Ascher Tamás rendező, tagjai: Meczner János rendező, Nádasdy Ádám nyelvész, költő, műfordító, Spiró György író, Stuber Andrea színikritikus.

## Díjazottak
- László Zsolt (2000) - A velencei kalmár, Antonio, Budapesti Kamaraszínház, rendező: Alföldi Róbert
- Varga Zsuzsa (2001)[1][2] - Vízkereszt, vagy amit akartok, Sebastian, Csiky Gergely Színház, rendező: Kelemen József
- Herczeg Zsolt (2002)[3] - Szentivánéji álom, Puck, Szegedi Nemzeti Színház, rendező: Zsótér Sándor
- Blaskó Péter (2004)[4] - Titus Andronicus, Titus Andronicus, Gyulai Várszínház, rendező: Bocsárdi László
- Kulka János (2005) - III. Richard, Richard, Nemzeti Színház, rendező: Valló Péter
- Balázs Zoltán (2006)[5] - Hamlet, Hamlet, Bárka Színház, rendező: Tim Carroll
- Pogány Judit (2007)[6] - Vízkereszt vagy bánom is én vagy amit akartok vagy ..., Bolond, Örkény István Színház, rendező: Dömötör András
- Hajduk Károly (2008)[7] - Macbeth, Macbeth, Katona József Színház, rendező: Zsámbéki Gábor
- Szegezdi Róbert (2009)[8] - Hamlet, Claudius, Hevesi Sándor Színház, rendező: Bagó Bertalan
- Hatházi András (2011)[9] - Mértéket mértékkel, Pompeius, Kolozsvári Állami Magyar Színház, rendező: Matthias Langhoff
- Rába Roland (2012)[10] - Hamlet, Polonius, Nemzeti Színház, rendező: Alföldi Róbert
- Gálffi László (2013)[11] - A vihar, Prospero, Örkény István Színház, rendező: Bagossy László
- Cserhalmi György (2014)[12] - Lear király, Lear, Vörösmarty Színház, rendező: Bagó Bertalan
- Hegedűs D. Géza (2015)[13] - Julius Caesar, Julius Caesar, Vígszínház, rendező: Alföldi Róbert
- Bajomi Nagy György (2016)[14] - Hamlet, Hamlet, Weöres Sándor Színház, rendező: Czukor Balázs
- Pál András (2017)[14] - Téli rege, Leontes, Radnóti Színház, rendező: Valló Péter
- Csuja Imre (2018)[15] - IV. Henrik I-II., IV. Henrik, Anglia királya, Örkény István Színház, rendező: Mácsai Pál
- Nagypál Gábor (2019)[16] - Macbeth, Macbeth, Jászai Mari Színház és a Szkéné Színház, rendező: Szikszai Rémusz
- Görög László (2020)[17] - A velencei kalmár, Shylock, Miskolci Nemzeti Színház, rendező: Mohácsi János
- nem adták át (2021)[18]
- Pallag Márton (2022)[19] -  Vízkereszt vagy bánom is én, Böföghy Tóbi, Weöres Sándor Színház és a Forte Társulat, rendező: Horváth Csaba
- Takács Kati (2023) - Szentivánéji álom, Pukk, Kőszegi Várszínház, rendező: Hegedűs D. Géza[20]
- Orth Péter (2024) - Macbeth, Macbeth, Kecskeméti Katona József Nemzeti Színház, rendező: Kovács Lehel[21]
- Korodi Janka és Pálffy Tibor (2025) - A vihar, Ariel és Prospero, Tamási Áron Színház, rendező: Bodó Viktor[22]